# Trichostomum sporaphyllum
Trichostomum sporaphyllum är en bladmossart som beskrevs av Cardot in Grandidier 1915. Trichostomum sporaphyllum ingår i släktet lansettmossor, och familjen Pottiaceae. Inga underarter finns listade i Catalogue of Life.